# Rollstuhlcurling-Weltmeisterschaft 2020
Die Rollstuhlcurling-Weltmeisterschaft 2020 war die 14. Austragung der Welttitelkämpfe im Rollstuhlcurling. Das Turnier fand vom 29. Februar bis 7. März in der Schweizer Stadt Wetzikon (Kanton Zürich) in der Halle des Curling Club Wetzikon statt.
Russland ging als Sieger aus dem Bewerb hervor, die Silbermedaille holte Kanada, Bronze ging an Schweden.

## Qualifikation
Insgesamt nahmen 12 Nationen teil. Die Schweiz hatte sich als Gastgeber automatisch qualifiziert. Acht weitere Teilnehmer ergaben sich entsprechend dem Endstand der Rollstuhlcurling-Weltmeisterschaft 2019 und drei Mannschaften, Kanada, Schweden und Tschechien, konnten sich bei den Rollstuhlcurling B-Weltmeisterschaften, die vom 28. November bis 2. Dezember 2019 in der südfinnischen Stadt Lohja stattfanden, qualifizieren.
| Qualifikationsgrund                       | Startplätze | Land                                                                                |
| ----------------------------------------- | ----------- | ----------------------------------------------------------------------------------- |
| Gastgeber                                 | 1           | Schweiz                                                                             |
| Rollstuhlcurling-Weltmeisterschaft 2019   | 8           | Volksrepublik China Estland Lettland Norwegen Russland Schottland Slowakei Südkorea |
| Rollstuhlcurling B-Weltmeisterschaft 2019 | 3           | Kanada Schweden Tschechien                                                          |
| GESAMT                                    | 12          |                                                                                     |

## Resultate
Endergebnisse der 14. Rollstuhlcurling-Weltmeisterschaften
| Platzierung | Land                | Skip                 |
| ----------- | ------------------- | -------------------- |
| 1.          | Russland            | Konstantin Kurokhtin |
| 2.          | Kanada              | Mark Ideson          |
| 3.          | Schweden            | Viljo Petersson-Dahl |
| 4.          | Volksrepublik China | Wang Haitao          |
| 5.          | Norwegen            | Jostein Stordahl     |
| 6.          | Südkorea            | Jung Seung-won       |
| 7.          | Lettland            | Poļina Rožkova       |
| 8.          | Slowakei            | Radoslav Ďuriš       |
| 9.          | Schottland          | Hugh Nibloe          |
| 10.         | Estland             | Andrei Koitmäe       |
| 11.         | Schweiz             | Raymond Pfyffer      |
| 12.         | Tschechien          | Dana Selnekovičová   |